# Srednja Bistrica
Srednja Bistrica – wieś w Słowenii, w gminie Črenšovci. 
Wieś leży na lewym brzegu Rzeki Mura w gminie Črenšovci w północno-wschodnim regionie Słowenii, Prekmurje. Powierzchnia wynosi 2,97 km² a 1 stycznia 2023 wieś liczyła 435 mieszkańców.